# الفرح الصغير (فلم)
الفرح الصغير هو فيلم تلفزي مغربي من إخراج حميد بناني سنة 2005، وبطولة كل من  ثريا العلوي، ماجدولين الإدريسي، وسيلة صبحي، ربيع القاطي، ياسين أحجام، زكرياء عاطفي، أحمد الناجي، محمد الأثير، وآخرون.

## القصة

صورة لماجدولين الإدريسي من الفيلم

يحكي الفيلم قصة فتاتين تدرسان بإحدى جامعات الرباط، وتُقيمان معا وكلاهما ذوي ماضي سيء. عزيزة (ثريا العلوي) التي فقدت أمها بسبب عنف والدها، وسميرة (ماجدولين الإدريسي) المجهولة النسب، وبما أنهما لا يملكان عائلة تعيلهما فقد قررا توظيف ذكائهما واستغلال جاذبيتهما من أجل الإيقاع بالرجال، غير أن أحداثا جديدة تخترق مخططاتهما وتدخل حياتهما، حيث أثناء مغامرة من مغامراتهما الليلية، تفشل سميرة في إيجاد حل للهرب وتقع في مصيدة أحد الزبائن، لتبدأ في التراجع عن ألاعيبها خصوصا بعدما نشأت علاقة حب صادقة بينها وبين زميلها أمين. في ظل هذه الظروف، بدأت تظهر فجوة بين الصديقتين وصارت المسافة متباعدة بينهما وأخذت علاقتهما منحى لم تتوقعاه أبدا.